# Elise Thérèse Daiwaille

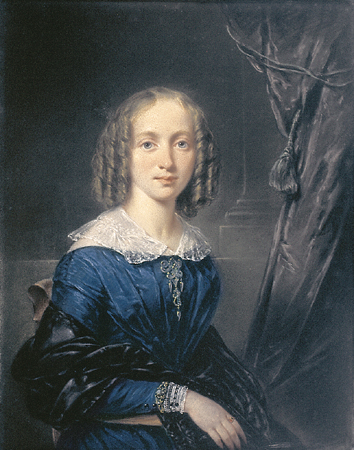
Elise Thérèse Daiwaille, Porträt von der Hand ihres Vaters Jean Augustin Daiwaille, etwa 1835

Elise Thérèse Daiwaille (* 5. Mai 1814 in Amsterdam, Königreich der Niederlande; † 2. Juni 1881 in Koblenz) war eine niederländische Malerin von Stillleben und Lithografin.

## Leben
Elise Thérèse Daiwaille-Koekkoek war die Tochter des Malers Jean Augustin Daiwaille und der Catharina Elisabeth Waller; ihr Bruder war der Maler Alexander Joseph Daiwaille. Sie lernte Malerei von ihrem Vater und war von 1829 bis zu ihrem Tod 1881 als Künstlerin tätig. In dieser Zeit malte sie vor allem Stillleben mit Blumen und Früchten. Sie veröffentlichte Principes des fleurs et des fruits, ein Album von sechs Lithographien mit Studien von Früchten. 1836 zeigte sie ihre Arbeiten in einer Ausstellung in Utrecht.
Daiwaille heiratete 1833 den Schüler und Freund ihres Vaters, den Maler Barend Cornelis Koekkoek aus der holländischen Malerfamilie Koekkoek. Kurz nach ihrer Heirat siedelte sich das Paar am unteren Niederrhein in Deutschland an. Das B.C. Koekkoek-Haus in Kleve, wo sie von 1847 bis 1869 lebte, ist heute ein Museum. Aus ihrer Beziehung gingen fünf Töchter hervor, darunter Adèle Koekkoek, Malerin von Stillleben und Landschaften sowie Maria Louise Koekkoek, eine Landschaftsmalerin.

## Werke (Auswahl)
- Trauben auf dem Tisch, Rijksmuseum Amsterdam[3]
- Pflaumen auf Zweigen, Rijksmuseum Amsterdam[4]
- Blätter und Walnuss, Rijksmuseum Amsterdam[5]
- Pfirsich, Rijksmuseum Amsterdam[6]
- Ahornblatt, Rijksmuseum Amsterdam[7]